# Chakalal

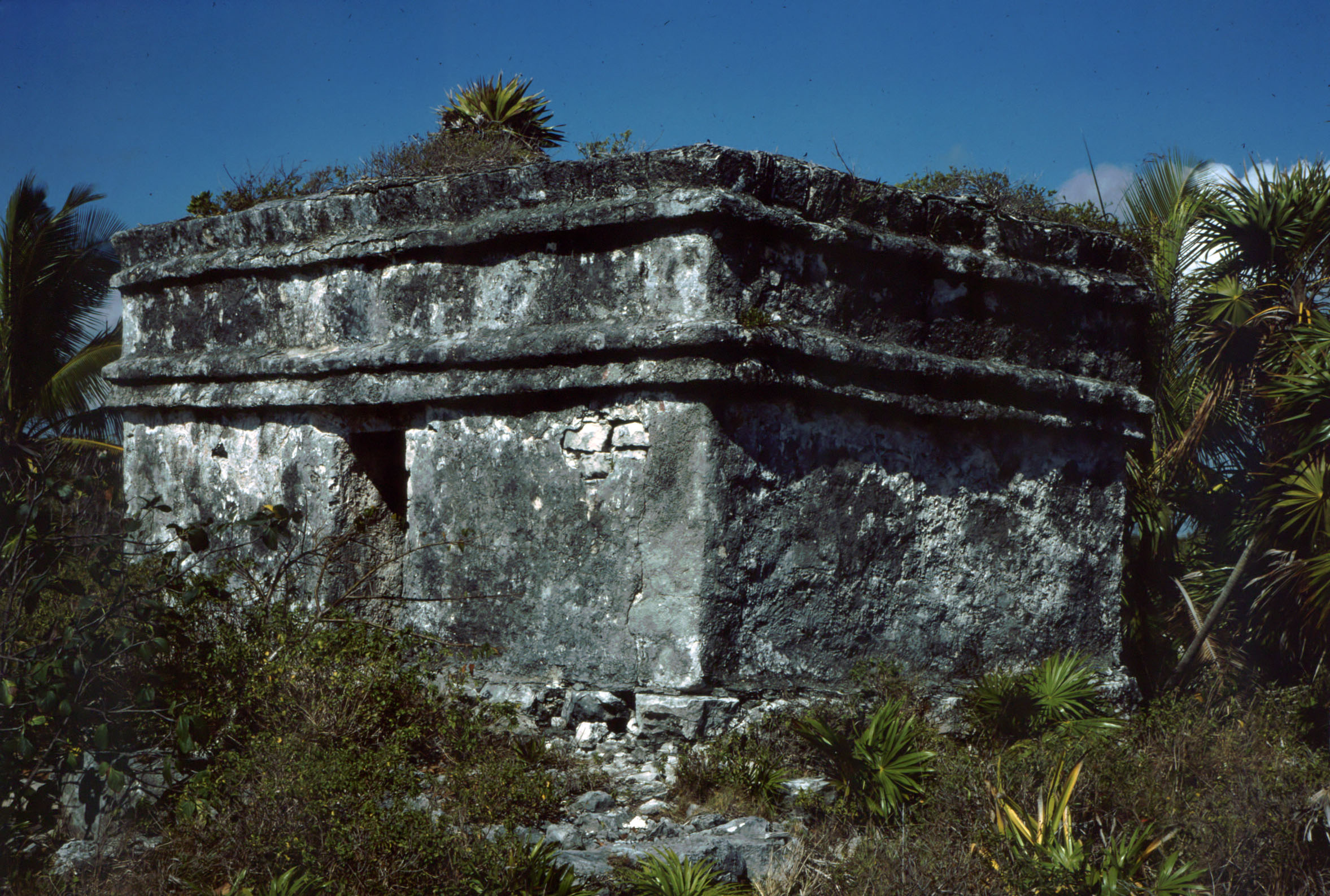
Chakalal – Tempel

Chakalal ist eine kleine Ruinenstätte der Maya an der Ostküste der Halbinsel Yucatán im Bundesstaat Quintana Roo, Mexiko.

## Lage
Das ehemalige Fischerdorf (caleta) Chakalal liegt an einer kleinen Bucht des karibischen Meeres gegenüber der Insel Cozumel etwa 25 Kilometer (Fahrtstrecke) südlich von Playa del Carmen bzw. etwa 10 Kilometer nördlich der Maya-Ruinenstätte Xel Há. Die CF 307 führt in etwa 500 Metern Entfernung an Chakalal vorbei. Die bekannte Maya-Stätte Tulum ist etwa 50 Kilometer in südwestlicher Richtung entfernt.

## Ruinenstätte
Die kleine Ruinenstätte besteht eigentlich nur aus einem ebenerdigen – das heißt nicht durch einen pyramidalen Unterbau erhöhten – Gebäude im frühen Puuc-Stil, bei dem es sich architektonisch gesehen sowohl um einen Tempel wie auch um einen „Palast“ gehandelt haben könnte. Der untere Teil des – außen wie innen mit Schichten aus Kalkputz überzogenen – Bauwerks ist vollkommen dekorlos gestaltet; der obere Teil kragt leicht nach außen vor und wird durch zwei horizontale Gesimse begrenzt. Das Gebäude verfügt nur über einen einzigen nahezu fensterlosen und mit einem Kraggewölbe bedeckten Raum, dessen Belichtung und Belüftung – wie bei fast allen Bauten der mesoamerikanischen Kulturen – ausschließlich über die Tür erfolgen. Im Innern des Gebäudes finden sich spärliche Reste von farbigen Malereien, die für ein Palastgebäude eher ungewöhnlich wären, aber auch nicht gänzlich auszuschließen sind (vergleiche Chacmultún).

## Datierung
Die nahezu ebenerdige Bauweise sowie die völlig schmucklose äußere Gestaltung des Bauwerks machen eine frühe Datierung (um 500 n. Chr.) wahrscheinlich – damit würde es zu den ältesten erhaltenen Bauten im Puuc-Stil gehören. Bei den Malereien im Innern des Gebäudes handelt es sich möglicherweise um spätere Hinzufügungen.